# Bebertal
Bebertal là một đô thị ở huyện Börde thuộc bang Sachsen-Anhalt, nước Đức. Đô thị Bebertal có diện tích 25,97 km², dân số thời điểm ngày 31 tháng 12 năm 2006 là 1653 người.